# NGC 501
NGC 501 (други обозначения – ZWG 502.62, NPM1G +33.0044, PGC 5082) е елиптична галактика (E0) в съзвездието Риби.
Обектът присъства в оригиналната редакция на „Нов общ каталог“.